# Доберман
Доберма́н (нем. dobermann) — порода короткошёрстных служебных собак, выведенная в городе Апольда (Тюрингия, Германия) в конце XIX века Карлом Фридрихом Луисом Доберманом, названа в честь своего создателя.

## История породы
Доберманы были созданы как целенаправленно сформированная порода и формировались путём тщательной селекции. Начало этой работе положил Карл Доберман, а после его смерти работа над породой была продолжена его последователями.
Сам Карл Доберман был сборщиком налогов и сотрудником немецкой полиции, и создаваемая им порода изначально формировалась как собака для полицейской службы. Помимо работы по формированию собственной породы, Доберман являлся также владельцем приюта для собак, в занятиях с которыми он оттачивал навыки по дрессуре собак и формировал систему их подготовки, которая в дальнейшем им использовалась для работ по подготовке полицейских собак.
Работа над породой доберман была им начата в 1870 году. В качестве родоначальников породы были выбраны немецкие пинчеры, которых создатель породы взял в работу за их отважный и достаточно мягкий характер. Впоследствии к ним были прилиты крови ротвейлеров, бельгийских и тюрингских овчарок, а также веймарских и других гончих.
Впервые как самостоятельная порода собаки Карла Добермана были представлены на выставке 1897 года. Год спустя эта порода получила первое официальное признание.
Первоначальное название породы — тюрингский пинчер — после смерти Доберманна в 1894 году было заменено на доберман-пинчер, под этим названием они и были представлены на выставке. Во время очередной редакции стандарта в 1949 году из названия породы было убрано слово «пинчер», и она стала называться просто «доберман».
Первая племенная книга собак этой породы была составлена примерно тогда же, когда собаки впервые были представлены на выставке, но в дальнейшем она оказалась утеряна. Её составителем был Отто Коллер, который работал над породой вместе с Карлом Доберманом и продолжил его дело после смерти создателя породы.
В России собаки породы доберман впервые появились в 1902 году, когда они были привезены специально для работы в полиции.
В первое десятилетие двадцатого века работа по улучшению породы продолжилась. Тогда к этим собакам для облегчения костяка были прилиты крови грейхаундов, а для улучшения чутья к ним были прилиты крови ряда гончих собак.
В книге Стэнли Корена «Интеллект собак» доберман включён в группу пород с наилучшими способностями к дрессировке.
Официальное признание Немецкого кеннел-клуба эта порода получила в 1900 году. Следующей страной, которая признала эту породу, стали Соединенные Штаты Америки, где Американским кеннел-клубом она была признана в 1908 году. Вскоре после этого она была признана и Континентальным кеннел-клубом.
Международная кинологическая федерация FCI признала породу доберман только в середине двадцатого века, в 1955 году.

## Описание
Доберман — это крупная собака мускулистого, но стройного телосложения, производящая впечатление собранного, динамичного, активного животного. В судейской выставочной оценке важную роль играет гармоничность сложения животного и чёткость линий силуэта.
Для собак этой породы характерен выраженный половой диморфизм — кобели значительно крупнее сук и имеют практически квадратный формат корпуса с выраженным наклоном спины, в то время как у сук более растянутый формат, более лёгкое и сухое сложение, наклон спины слабо выражен.
Голова производит впечатление соразмерной с корпусом, не должна быть излишне тяжёлой или слишком лёгкой. При взгляде сверху голова собак этой породы имеет форму клина. Длина лобной части и носа равны. Переход от лба к морде хорошо выражен, имеет выраженную лобную борозду. Надбровные дуги хорошо развиты. Мышцы челюстей и скуловые кости хорошо очерчены, но не должны быть резко выражены. Пасть отличается очень широким раскрытием, вплоть до возможности увидеть со стороны наблюдателя коренные зубы. Такая функциональная особенность строения пасти доберманов обеспечивает возможность глубокого и сильного захвата зубами и высокого давления челюстей при удержании хватки.
Нос имеет хорошо сформированную мочку с крупными, заметно раскрытыми ноздрями. Цвет мочки носа и губ гармонирует с окрасом. Сами губы мясистые, плотные, спереди плотно прилегающие к челюстям. В углах пасти они образуют эластичную складку, которая и обеспечивает возможность широкого открытия пасти доберманами.
Глаза среднего размера, чуть раскосые или овальные. Веки плотно прилегающие, с чётко очерченным контуром. Допускается небольшое отвисание нижнего века. Цвет глаз гармонирует с окрасом — чем светлее окрас шерсти, тем светлее пигментация глаза.
Шея длинная, высоко поставленная, выглядит гармонично в сочетании с корпусом и головой, образуя плавный изгиб от затылочного бугра до холки. На шее может наблюдаться небольшой кожистый подвес (как правило, у кобелей).
Холка выступающая, сильно развитая.
Спина короткая, прямая с наклоном к пояснице, хорошо обмускуленная. Круп широкий, продолжающий линию наклона спины, не имеющий подъёма. Грудная клетка глубокая, хорошо развитая, с выраженной грудиной и рельефом рёбер. Живот подтянут, но переход от рёбер к животу не образует резких углов.
Хвост высоко посажен, хорошо обмускулен у основания. Допускается как короткое купирование на два-три хвостовых позвонка, так и естественный вид хвоста. В случае, если купирование не производилось, хвост у собак этой породы имеет саблевидную форму, высоко поставлен, должен быть лишён узлов и резких изгибов.
Конечности сильные, с рельефной мускулатурой и заметно выраженными суставами. Плечевой пояс имеет сильно развитую рельефную мускулатуру, локти плотно прилегают к корпусу. Передние конечности поставлены перпендикулярно к земле, параллельны друг другу. Пясти на них сильно развиты, стоят с небольшим наклоном. Задние конечности слегка вынесены из-под корпуса, параллельны друг другу. Бёдра и таз хорошо обмускулены. Коленный и скакательный суставы задних конечностей образуют выраженные углы, обеспечивающие хорошую подачу собаки вперёд. Пальцы лап короткие, сильно сводчатые, плотно собраны. Подушечки хорошо развиты, имеют цвет, соответствующий окрасу шерсти собаки.
Шерсть короткая, средней жёсткости, густая, плотно прилегает к телу. Визуально из-за специфики строения шерсти она кажется ещё более короткой, чем есть на самом деле. Подшерсток практически отсутствует.
Окрас доберманов чаще всего чёрный или тёмно-коричневый с яркими и чётко ограниченными подпалинами разных оттенков рыжего. При выставочной оценке предпочтение отдаётся собакам, у которых подпалины расположены симметрично. Также в породе являются допустимыми редко встречающиеся голубой и изабелловый окрасы.

## Характер
Доберманы отличаются активным, энергичным характером, склонны к проявлению агрессии. Обладают выраженным охранным инстинктом, как территориальным, так и направленным на охрану человека. При этом в семье, где живёт эта собака, доберманы доброжелательны и не агрессивны к домашним, включая детей. При правильной социализации эти собаки отличаются преданностью и послушанием по отношению ко всем членам семьи.
По отношению к другим видам животных доберманы не агрессивны и подходят для совместного содержания как с кошками, так и с другими питомцами. К представителям своего вида, с которыми они проживают на одной территории, эти собаки также не агрессивны.
Агрессия, которую часто отмечают в описании этой породы, направлена именно на людей, причём на посторонних.
В целом доберманы склонны очень сильно подстраиваться под владельца и транслировать в своём поведении поведение и настроение хозяев.
При возникновении конфликтов внутри семьи доберманы могут проявлять активную вовлечённость в этот конфликт, вплоть до готовности с агрессией защищать человека, который является фактическим хозяином для собаки.
В обучении доберманы проявляют ум и способность к быстрому освоению команд, как простых, так и сложных. При этом в силу быстрого усвоения навыков хозяину важно избегать ошибок при формировании нужного поведения, так как ошибочный навык будет установлен так же быстро, как и желаемый человеком. Во время обучения важно оставаться последовательным в требованиях по выполнению команды и активно давать положительное подкрепление в случае правильно выполненных команд. В силу этого доберманы не рекомендуются для начинающих собаковладельцев.
В работе показывают высокую заинтересованность и азарт.

## Содержание и уход
В плане ухода доберман это довольно нетребовательная порода. Достаточно время от времени вычёсывать шерсть мелкой щёткой и протирать её от грязи влажной тряпкой. Сезонная линька этим собакам не свойственна.
Прогулки для собак этой породы должны быть длительными, содержащими высокие нагрузки, как физические, так и интеллектуальные. При длительных прогулках в холодную погоду выгуливать доберманов нужно в специальной одежде, так как у этих собак отсутствует подшёрсток и при длительном воздействии отрицательных температур они мёрзнут, что может привести к заболеваниям.

## Здоровье
Доберманы при правильном выращивании отличаются крепким здоровьем и длительной высокой активностью вплоть до старости. При совершении типичных ошибок при выращивании, таких как отсутствие достаточного количества минералов в рационе, малых или напротив избыточных физических нагрузок в возрасте до года, возникают проблемы с суставами. Они могут быть выражены как в развитии травматической дисплазии, так и в возникновении травматических артритов и артрозов. Также развитие артритов и артрозов у доберманов может стать следствием длительных выгулов в зимний период без использования специализированной собачьей одежды либо следствием размещения места лежания собаки в доме на сквозняке или в слишком прохладном месте.
К наследственным заболеваниям, характерным для этой породы, относятся дилатационная кардиомиопатия, болезнь Виллебранда, склонность к различным видам аллергических реакций.
Ранее в породе также часто встречалась врождённая дисплазия, но на данный момент этот фактор практически сведён к нулю благодаря ставшим обязательными тестам на наличие гена дисплазии у обоих родителей перед проведением вязки. Собаки, у которых он был обнаружен, не допускались в разведение.

## Применение
Доберманы были выведены как служебная порода собак, с самого начала созданная для работы в полиции. Основными задачами, которые ставились перед собаками этой породы, всегда была поисковая служба и охрана.
В таком качестве доберманы применяются в силовых ведомствах разных стран и по сей день. Также доберманы благодаря их высокому чутью используются в работе поисково-спасательных служб.
Помимо этого, доберманы подходят для некоторых видов спорта с собаками, а также могут содержаться в качестве собак-компаньонов (при условии наличия у владельца достаточного опыта в воспитании собак).

## В культуре и искусстве
Доберманы почти с самого начала своей истории стали популярны в качестве литературных героев, позднее выйдя и на киноэкраны.
В частности, в киноиндустрии конца двадцатого века был выпущен фильм «Доберман», где главный герой получил своё прозвище за характер, сходный с характером собак этой породы.
Собака, упомянутая в известном стихотворении Сергея Есенина «Дай, Джим, на счастье лапу мне…» была породы доберман и принадлежала В. Качалову, что и дало второе название стихотворению «Собаке Качалова».
Доберманы не только становились героями различных произведений искусства, но и удостоились нескольких памятников, которые были поставлены собакам этой породы.
В частности, памятник доберманам установлен в родном городе этой породы — Апольде (Германия). Автором этого памятника выступил скульптор Керстин Штекель.
Ещё один памятник доберману установлен в США, на острове Гуам. История этого памятника связана с историей морской пехоты США и один из эпизодов боевых действий периода Второй мировой войны.

## Интересные факты
Согласно Книге рекордов Гиннеса, лучшей собакой-ищейкой был признан доберман по кличке Зауэр. Произошло это в 1925 году в одной из германских колоний, где Зауэр смог выследить преступника по следу, протяжённость которого составила более 150 километров.